# 803 Picka
Picka (asteroide 803) é um asteroide da cintura principal com um diâmetro de 46,5 quilómetros, a 2,9879379 UA. Possui uma excentricidade de 0,0653665 e um período orbital de 2 087,79 dias (5,72 anos).
Picka tem uma velocidade orbital média de 16,65818339 km/s e uma inclinação de 8,6857º.
Esse asteroide foi descoberto em 21 de Março de 1915 por Johann Palisa.